# The Girl and the Judge; or, A Terrible Temptation
The Girl and the Judge; or, A Terrible Temptation è un cortometraggio muto del 1910. Il nome del regista non viene riportato nei credit del film che, prodotto e distribuito dalla Vitagraph Company of America, era interpretato da William Humphrey e Maurice Costello.

## Produzione
Il film fu prodotto dalla Vitagraph Company of America.

## Distribuzione
Distribuito dalla Vitagraph Company of America, il film - un cortometraggio in una bobina - uscì nelle sale cinematografiche statunitensi il 29 gennaio 1910.